# Юебань
Увага:  Не вказане значення "common_name"

Юебань (160 —490 роки) — держава племен хунну, що утворилося у II ст. на північ від оз. Балхаш. Вело активну загарбницьку політику. У IV ст. від неї фактично відкололася західна частина. Вело війни з Жужанським каганатом. З 440-х років відбувається поступовий занепад. 490 року розділено між державами ефталітів, Гаогюй і жужанами.

## Назва
Юебань є китайською назвою держави, перекладається як «Слабке Сюнну». Власне як її називали її мешканці достеменно невідомо. Напевніше правителі хунну продовжували називати себе хунну.

## Історія
Між 155 і 166 року північні хунну зазнали низку поразок від сяньбі. В результаті хунну розділилися на декілька частин, що рушили до Саян, південного Сибіру чи на захід. Так, деякі з племен, що мешкали в Жетису, на північ від озера Балхаш заснували власну державу.
Протягом 2-ї половини II ст. Юебань зберігала мирні відносини з китайцями, в яких вбачала союзників проти сяньбі. Водночас вела запеклі війни проти Кангюя на заході й півдні. На початку III ст. останній визнає зверхність Юебані. Водночас встановлюється влада над державою Яньцай (на північ від Аральського моря)
У III ст. західні хіоніти, що мешкали на південь від Сирдар'ї стали більш самостійними. Вони починають здійснювати активні набіги проти Персії. На сході Юеабнь скористалася розпадом у 234 році держави сяньбі для відвоювання земель північних хунну. За цим було завдано поразки племенам дінлін, що рушили на захід.
Напочатку V ст. починається протистояння з Жужанським каганатом. 448/449 року відправлено посольство до імперії Північна Вей щодо спільних дій проти жужанів. 450 році відбувся спільний похід проти останніх, що завершився значним успіхом — Жужанський каганат на тривалий час перестав бути суперником і загрозою.
Втім у IV ст. починаються внутрішні конфлікти, що поступово призвели до послаблення держави, ймовірно через повстання залежних племен, зокрема протоугрів й аварів. Саме в цей час ймовірно група вождів юебані, що зазнала поразки у боротьбі за владу рушило до Волги, де створило власний союз і протодержаву (в подальшому в Європі вони стануть відомим як гуни). Послаблення держави призвело до того, що у 340—350-х роках фактичної незалежності західних юебані (хіонітів). У 380 році дінліни знищили Яньцай, давнього васала Юебані.
У 480-х роках східна Юебань фактично розпалася на 4 частини. 490 року було розділено між ефталітів, Гаогюй і Жужанським каганатом. Згодом одне племен колишньої Юебані — чуюе — змішалося зтюрками, утворивши народ шато; інше плем'я — чумукунь — увійшло до Кимацького каганату.

## Територія і населення
Озоплювало землі від верхів'я річки Іртиш на сході до Аральського моря на заході (політичний вплив поширювався до Волги), від передгір'я Памиру і долини Амудар'я на півдня до південного Сибіру.
За походженням були хунну, в давньоримських джерелах відомі як хіоніти (від перського «хюн» , що походить від спотворенного китайського слова «сюнну» — хунну), самі китайці називали мешканців цієї держави юебані.
Складалися з західної й східної груп племен. Перша включа ефталітів, кідаритів йалхон-гуннів, друга чуюе (處 月), чумі (處 密), чумукун (處 木 昆) та чубань (處 半). Різні назви пояснюються не власними гуннськими, а тими, що надавали їм сусідми — перси і китайці відповідно.

## Культура
Населення перебувало підзначним впливом согдійської культури. Стригли волосся, яке змащували топленим маслом, милися тричі на день перед їжею. Більшість східних юебані були прихильниками шамаїзму, на півдні й заході дотримувалися маніхейства й буддизму.